# 해동문헌총록
《해동문헌총록》(海東文獻總錄)은 조선 중기의 학자 경와 김휴(金烋, 1597∼1638)가 저술한 도서 목록 해제집으로, 한국 최고(最古)의 도서해제 집대성으로 평가받고 있는 저술이다.

## 간행 배경
저자 김휴는 행장(《경와집》 권8)에 따르면 "천성이 영오하고 학문을 좋아하였으며 일곱 살 전후로 소학을 배우기 시작해 열 살에 이르러 문장은 완숙의 경지에 달하였고 경전을 한번 읽으면 그 깊은 뜻에 심취하였다"고 한다. 그러나 광해군(光海君)-인조(仁祖) 시대 조정의 어지러움을 보고 관직에 미련을 두지 않았으며, 고향에서 학문에 침잠하였다.
김휴의 집안인 의성 김씨는 안동을 중심으로 한 지역에서 명망 있는 집안이자 여러 인맥들과 두루 교유 관계를 맺고 있었다. 종조부 김성일은 퇴계학파 내에서 위상이 높았고 그의 집안은 퇴계학의 중심 집안으로 평가받았으며, 김휴가 안동을 비롯한 여러 지역의 가문에 소장되어 있는 전적들을 일일이 확인하고 수집하는데 큰 어려움이 없었다. 이는 훗날 《해동문헌총록》을 편찬하는데 보탬이 되었다.
《해동문헌총록》의 저술 동기에 대해 서문에서는 김휴가 장현광 문하에 입문하고 1년이 지난 1616년 겨울에 장현광이 김휴에게 자신이 발췌해 가지고 있던 《문헌통고》 경적고를 보여주면서 "이 책 한 권만 보면 고금 전적의 성쇠를 알 수 있다."며 "동국 사람이면서 동국의 문헌을 알지 않으면 안 된다. 그대는 박식하고 재량이 있다. 그대가 살고 있는 주변 지역이 병화를 면한 곳이어서 온전한 서적이 많이 남아 있을 것이니 이를 조사 수집하여 기록으로 남긴다면 우리나라의 문헌을 밝힐 수 있고, 또 고증 자료로 활용할 수도 있을 것이며, 그 공적이 옛 사람에 뒤지지 않을 것이다"라고 일러 주었고, 이것이 《해동문헌총록》 저술의 한 동인이 되었다고 적고 있다.
스승의 권유에 따라 김휴는 낙동강(洛東江)을 중심으로 안동, 의성, 군위, 선산, 문경, 예천, 영주, 봉화, 영양, 예산 등의 명문 대갓집을 일일이 돌아다니면서 그 집안에 소장된 문헌들을 확인하고 해제를 붙이는 작업에 착수했다. 20여 년간 지속된 이 작업을 통해 얻은 결과물은 때때로 여헌을 비롯한 주변 인사들의 감수를 거쳤고, 경와 자신의 검토 작업도 함께 병행되어 이루어졌던 것을 초고 곳곳에 남은 경와 자신의 주기(注記)와 두주(頭註)를 통해서 짐작할 수 있다.
전적을 수집, 조사하는 과정에서 김휴는 영남 지역에 흩어져 있는 전적들을 확인하면서 범위 확대를 시도했던 것으로 보인다. 《고려사》(高麗史)를 비롯한 역사서와 여러 문헌에서 특정한 인물의 문집이 간행되어 세상에 전해지고 있다는 기록에 의지해 일부 문헌을 산입시켰을 것으로 추측되기 때문이다. 즉 당초 영남 지역의 전적을 수집, 정리하려던 의도에서 출발했으나 시간이 경과함에 따라 통시대적으로 그 범위를 확대하여 실물의 존재 여부가 가능할 경우 당시까지 편찬된 문헌 자료를 망라하고자 했던 것으로 여겨진다.
다만 《해동문헌총록》에 실린 서목 중에서는 고구려의 역사서라는 이문진의 《유기》(留記)처럼 김휴 본인이 직접 실물을 확인하지 않고 포함시킨 서적이 더러 있었고, 《주역관상편》이나 《패관소설》에서도 "실화로 전해지지 않으니 안타깝다", "내가 보지 못하였는데 혹 병란 중에 소실된 것이 아닌가 한다"라고 이에 대해 안타까움을 표하는 내용이 곳곳에서 보인다.
《해동문헌총록》은 장현광의 권유가 있었던 1616년부터 서문을 작성하는 1637년 11월 16일까지 지난한 역정을 통해 완성되었다. 특히 김휴는 서문을 작성할 때 병환이 깊어서 직접 자신이 글을 쓸 수가 없어 초고를 불러 주고 받아 쓰게 할 정도로 이 책에 대한 애착을 보였다.

## 구성
《해동문헌총록》에 포괄된 문헌은 670여 종에 이른다. 시기적으로는 고구려 이문진의 《유기》, 신라 원효(元曉)의 《화엄경소》(華嚴經疏)로부터 경와가 생존했던 조선 인조 때까지, 구체적으로는 고구려 1종, 신라 20종, 고려 149종, 그리고 경와가 생존해 있던 조선조 인조 때까지 간행된 전적 470종에 이르는데, 고려를 포함한 이전 시기 전적이 전체 중 3분의 1을 차지하고 있다는 점이 현존 고려 이전 시기의 전적이 부실한 상황을 감안하면 특기할 만한 업적이라고 할 수 있다.
《해동문헌총록》 서문에는 장현광이 김휴에게 "문헌을 고증하고자 하는 자는 그 인물의 성쇠와 문장의 고하, 그리고 세도의 승강을 알고자 한다"고 권면하였다고 되어 있는데, 이러한 장현광의 조언은 김휴가 《해동문헌총록》에서 인물의 행적을 중요시하는 것과 상통한다. 670여 종의 문헌을 저자별로 분류하면 어제 10종, 봉명찬 84종, 개인찬 491종, 그리고 저자 미상이 55종이다.
구체적인 분류에 앞서 경와는 '총론'을 두어서 16항을 부기하였다. 《삼봉집》(三峯集) 발문, 《보한집》(補閑集) 서문 등을 수록하는 등 대체적으로 제가 저서에 첨부된 서문과 발문이고, 그 내용은 조선 문헌에 관한 언급으로 조선의 문헌이 매우 성하였음을 제시하는 내용이다. 그리고 670여 종에 이르는 이들 문헌들을 20류로 나누어 배열하였는데, 경, 사, 자, 집으로 나누는 전통적인 사부분류법을 따랐다. 경류는 예악을 포함하여 70종, 사류는 병정, 법전, 천문, 지리, 보첩을 합하여 151종, 자류는 143종, 그리고 집류는 214종에 달한다. 이는 장현광이 김휴에게 보여준 《문헌통고》의 체제를 참조했을 것으로 여겨지며, 여기서도 김휴 자신의 독자적인 방식으로 분류하여 배열의 순서를 삼는 부분에서 독창적인 면이 엿보인다.
1. 어제
2. 제가시문집
3. 경서류
4. 사기류
5. 예악류
6. 병정류
7. 법전류
8. 천문류
9. 지리류
10. 보첩류
11. 감계류
12. 주해류
13. 소학류
14. 의약류
15. 농상류
16. 중국시문찬술
17. 동국시문찬술
18. 중국동국시문합집
19. 유가잡저술
20. 제가잡저술

이렇게 20류로 구분하여 배열한 뒤에는 부록으로 도동록(道東錄) 목록을 7항목으로 하여 첨부하였다. 김휴는 서문에서 언급한 대로 저술을 통하여 인물의 행적을 밝히고자 하였기 때문에 경, 사, 자보다 집을 내세우면서 임금의 어제를 맨 앞에 배치하였다.  큰 항목으로 분류한 '류' 중에서 분량이 상대적으로 많은 것은 1, 2, 3 혹은 시대별로 나누었으며, 두 번째인 제가시문집은 신라, 고려, 본조, 규수, 선귀, 석가 등 시대와 신분으로 세분하였다. 그리고 큰 분류 체계인 '류' 안에 정리된 문헌들은 시대순으로 배열하였으며 혹 배열이 잘못된 것에 대해서는 '마땅히 어디어디 아래 두어야 한다'라고 세주를 달아 두었는데, 이러한 세주가 적혀 있는 것은 《해동문헌총록》이 초고 상태에서 필사되었기 때문이다.
수록된 문헌 중에서 서목만 소개한 경우가 23종, 찬자의 저서까지 합쳐서 논급한 것이 38종에 이르지만, 470종에 달하는 대부분의 서목들은 해제가 있고, 더욱이 두주가 68건에 달하는 것으로 미루어 해제가 중심이 된다는 것을 확인할 수 있다. 전체적인 구성으로 봐서 이러한 분류는 이용의 효율성을 고려한 조치라고 평가할 수 있다. 각 항목의 해제 방법은 문헌명 아래에 저자를 밝히고 해당 문헌의 편찬 동기, 저자의 가계, 학식, 관직, 시호, 교유 관계, 내용 등을 기술하였다. 다른 문헌의 평가도 인용하였으며, 저자 자신의 평문도 첨가하였다.

## 평가
《해동문헌총록》은 임진왜란과 정유재란을 겪고 얼마 지나지 않은 때부터 집필이 시작되었다. 오랜 전란으로 각종 문화유산이 파괴되고 소실된 뒤였고, 그때까지 전승되어 온 전적의 소실도 적지 않은 때였다. 각종 문화유산을 정비하고 전적에 대한 정리 및 보완 작업이 당면한 문화적 과제였고, 이러한 과정에서 주요 전적에 대한 정리 및 목록화 작업이 자연스럽게 요청되던 시대였다. 하지만 국가는 물론 다른 여러 학자들이 이러한 작업에 착수하지 않고 있었을 때, 국가나 기관이 아니라 일개 개인에 의해서 이 작업이 시도되었다는 점은 의의가 깊다. 동시에 여헌 등 영남 성리학자들을 비롯한 당대 지식인들의 우리 문화와 학문에 대한 관심이 반영된 결과물이기도 하다.
이후 영조 46년(1770년) 《동국문헌비고》(東國文獻備考), 정조 20년(1796년) 《누판고》(鏤板考) 등 도서 해제에 관한 저술이 등장하지만, 이보다 앞서 형태면에 있어서나 내용면에 있어서 손색이 없는 해제집을 순수하게 개인의 노력으로 완성하였다는 것은 서지학 분야는 물론 한국학 분야 전반에 있어서도 특기할 만한 성취라고 할 수 있다. 도서 해제 및 목록화 작업은 뛰어난 학문적 안목뿐 아니라 구체적인 노고가 더해져야만 가능한 만큼 안동을 중심으로 주변 지역 소장처를 일일이 방문해서 해당 문헌을 꼼꼼히 읽고 내용을 정리하는 작업을 벌였던 김휴의 학문적인 성취를 《해동문헌총록》은 여실히 보여주고 있다.
서명 정도만 확인할 수 있는 상황에서 해당 문헌의 성립 시기와 양상을 정리한 것은 다양한 분야의 연구에 많은 도움이 되는 것은 물론이고, 향후 각처에 묻혀서 발굴의 손길을 기다리는 문헌의 소재 확인에도 적지 않은 영향을 줄 것으로 기대된다. 특히 현전하는 문헌이 절대적으로 부족한 고려 이전의 문헌에 대해서 비록 경와 자신이 실물을 직접 보고 정리한 것은 아니지만 전래 문헌에서 인용하여 해제한 것은 망실된 문헌의 개략이나마 그 대체를 알 수 있게 한다는 점에서 의의가 크다.
《해동문헌총록》은 저자 김휴의 죽음 이후 후속 작업은 꿈도 꾸지 못했다. 초고본 이외에 몇 개의 필사본이 유통되는 것에 그쳤고, 대부분은 그의 후손이나 인근 집안에 비장되어 있었다. 행장을 저술한 족손 김성탁(1684~1747)도 자신의 집안에 소장되어 있던 《해동문헌총록》은 원래 6권으로 구성되어 있었지만 화재로 인해서 3권이 소실되고 나머지만 남은 것으로 완전한 상태가 아니었다고 기록하고 있다. 이에 따라 경와 종가 인근 집안에 소장되어 있던 여러 필사본들을 찾아서 미진한 부분을 더해서 완전한 6권 체제를 갖출 수 있었다고 한다.
이후 일부 학자의 문헌에서 《해동문헌총록》에 대한 언급이 확인된다. 이규경(李圭景)의 《오주연문장전산고》(五洲衍文長箋散稿) 경사편 '원효와 의상에 대한 변증설'이나 '소학의 고금 이학에 대한 변증설', '가례에 대한 변증설' '신증향약집성방에 대한 변증설' 등에서 《해동문헌총록》을 인용하고 있다.

## 영인본
1969년 한국서지학연구회 정기 연구발표회에서 김약필의 '경와 김휴의 해동문헌록에 관한 연구'가 발표됨에 따라 서지학계를 비롯한 한국학 연구자들에게 이 책의 실체와 의미가 본격적으로 알려졌다. 서지학계를 중심으로 이 책에 대한 관심이 높아졌고, 영인 작업에 대한 중론이 모이게 되었다. 그리고 상운 강주진(1919~1914)의 주선으로 김휴의 후손인 김약복이 경와 종가를 비롯하여 인근 집안에 소장되어 있던 경와 자필 초고본과 여타 필사본을 자료로 제공하여, 학문각에서 처음으로 영인본이 나왔지만, 그 발행 부수가 100부에 불과하였다. 이때 편집은 춘호 이종규가 맡았고, 영인본 말미 부록 '인명색인'과 '서명색인'은 당시 고려대학교 도서관에 재직하고 있던 윤병태가 작성하였다.
2008년 사단법인 여헌학연구회가 《해동문헌총록》의 재영인에 착수하기로 의견을 모았으며, 여헌학연구회의 후원을 받아서 여헌사상학술대회를 주관해 왔던 고려대학교 민족문화연구원 한국사상연구소가 영인 작업에 착수해 다시금 《해동문헌총록》의 영인본을 출간하였다. 이때 첫 영인에 수록된 저본을 그대로 이용하면서도 첫 영인본 크기가 상대적으로 작아서 글자를 보기가 어렵다는 지적에 따라 책의 크기를 확대하고 이용자의 편의를 최대한 도모하고자 편집에 수월성을 기하였으며, 당초 영인본 부록으로 첨부된 '인명색인'과 '서명색인'에 미흡한 점이 많다는 일부 지적도 수용하여 당초 색인을 기본으로 새롭게 색인 작업을 진행하여 보다 완비된 색인을 완성하여 첨부하였다. 이 작업은 고려대 민족문화연구원 한국사상연구소의 남지만, 라우권 연구원이 담당하였으며, 영인과 관련된 구체적인 실무와 인쇄는 도서출판 학민문화사가 맡았다.